# Ostróżno
Ostróżno (niem. Ostrichen) – część miasta Zawidów, położona na południowy zachód od zawidowskiej starówki, wzdłuż ulicy o nazwie Ostróżno. Leży w specyficznej niecce przy samej granicy z Czechami, które otaczają Ostróżno z trzch stron.

## Historia
Dawniej samodzielna wieś i gmina jednostkowa. Od 1945 w Polsce, gdzie ustanowiła gromadę w gminie Zawidów w powiecie lubańskim w województwie wrocławskim. W związku z reformą administracyjną kraju jesienią 1954 Ostróżno weszło w skład nowo utworzonej gromady Zawidów II. Tam przetrwało do końca 1972, czyli do kolejnej reformy administracyjnej kraju. 1 stycznia 1973 Ostróżno włączono do miasta Zawidowa.